# Neckargartacher Neckarbrücke

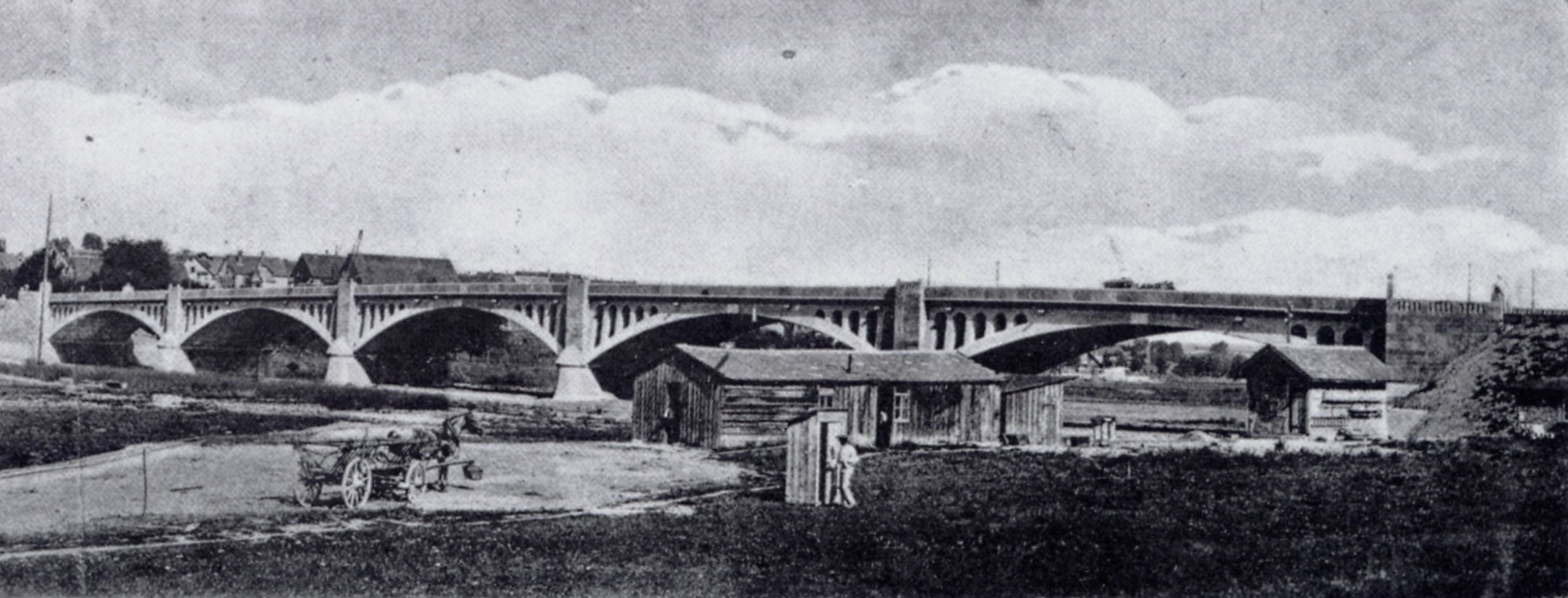
Neckargartacher Brücke vor der Einweihung 1905

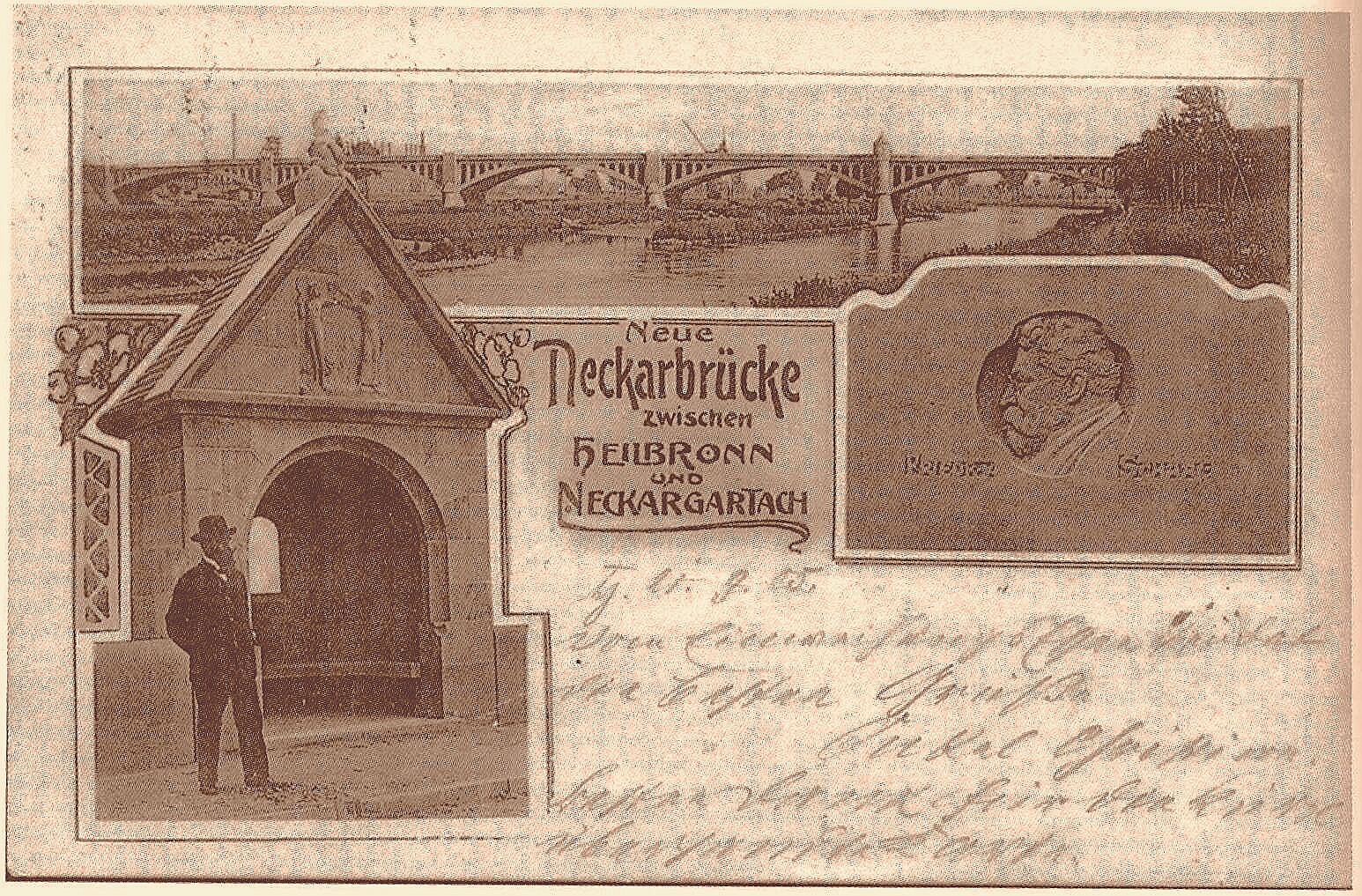
Postkarte zur Neckargartacher Brücke anlässlich zur Einweihung 1905

Die Neckargartacher Neckarbrücke, die den Ort Neckargartach mit der Stadt Heilbronn verband, war bei ihrer Einweihung im Jahr 1905 die größte der damals 119 württembergischen Neckarbrücken. Das Bauwerk wurde 1945 zerstört und 1951 durch einen Neubau ersetzt.

## Geschichte
Bis zu Beginn des 20. Jahrhunderts gab es bei Neckargartach nur eine Fähre über den Neckar. Das Königreich Württemberg als Bauherr veranlasste 1901 den Bau einer Neckarbrücke. Den konstruktiven Entwurf erstellte Friedrich von Schaal, die architektonische Ausgestaltung entwarf Prof. Theodor Fischer (Stuttgart), die Bauausführung oblag C. Baresel. Baubeginn war der 10. August 1903.
Die Gesamtkosten beliefen sich auf 573.000 Mark. Der Staat bezahlte davon zwei Drittel (371.300 Mark), die Amtskörperschaft Heilbronn 80.000 Mark, die Stadt Heilbronn 58.000 Mark, die Gemeinde Neckargartach 55.000 Mark, das Salzwerk 38.000 Mark und andere Industriebetriebe zusammen 25.000 Mark. Die Stadt Heilbronn finanzierte damals ebenso den Bau der zur Neckarbrücke hinführenden Straße mit einem finanziellen Beitrag von 50.000 Mark.
Die Brücke wurde am 29. Juli 1905 für den Verkehr geöffnet und am 21. September 1905 feierlich eingeweiht. Bei der Einweihung wurde Oberbaurat Schaal zum Ehrenbürger Neckargartachs ernannt.
Die Brücke wurde 1945 zerstört. 1951 wurde ein Neubau für den Straßenverkehr fertiggestellt.

## Beschreibung
Die Neckargartacher Brücke war 230 m lang, 11 m breit und damit die größte ihrer Art in Württemberg. Sie war eine Bogenbrücke mit fünf Bögen, die jeweils eine Spannweite von 40 m hatten.